# Frénois (Ardennes)
Pour les articles homonymes, voir Frénois.
Frénois est un quartier de Sedan et une ancienne commune française, située dans le département des Ardennes en région Grand Est.
Elle est intégrée dans la commune de Sedan, le 1er janvier 1965.

## Géographie
La commune avait une superficie de 5,54 km2

## Histoire
Par arrêté préfectoral du 18 décembre 1964, la commune de Frénois est rattachée le 1er janvier 1965 avec la commune de Sedan.
C’est à Frénois, au château de Bellevue, que fut signée par Napoléon III la capitulation de la France, mettant ainsi fin à la guerre franco-allemande le 2 septembre 1870 en présence d’Otto von Bismarck.

## Administration
| Période                                  | Période | Identité       | Étiquette | Qualité         |
| ---------------------------------------- | ------- | -------------- | --------- | --------------- |
| Les données manquantes sont à compléter. |         |                |           |                 |
| maire en 1958                            | ?       | Roger Tavenaux | Rad.      | Agent technique |

## Démographie
| 1793 | 1800 | 1806 | 1821 | 1831 | 1836 | 1841 | 1846 | 1851 |
| ---- | ---- | ---- | ---- | ---- | ---- | ---- | ---- | ---- |
| 180  | 149  | 202  | 189  | 217  | 228  | 217  | 220  | 220  |

| 1856 | 1861 | 1866 | 1872 | 1876 | 1881 | 1886 | 1891 | 1896 |
| ---- | ---- | ---- | ---- | ---- | ---- | ---- | ---- | ---- |
| lac. | lac. | 256  | 282  | 295  | 307  | 281  | 269  | 255  |

| 1901 | 1906 | 1911 | 1921 | 1926 | 1931 | 1936 | 1946 | 1954 |
| ---- | ---- | ---- | ---- | ---- | ---- | ---- | ---- | ---- |
| 241  | 249  | 242  | 262  | 289  | 271  | 295  | 215  | 426  |

| 1962 | - | - | - | - | - | - | - | - |
| ---- | - | - | - | - | - | - | - | - |
| 518  | - | - | - | - | - | - | - | - |

Histogramme

(élaboration graphique par Wikipédia)

## Lieux et monuments
- Église Saint Pierre, rue du Chêne.
- Oratoire de la Vierge .